# Torkad frukt

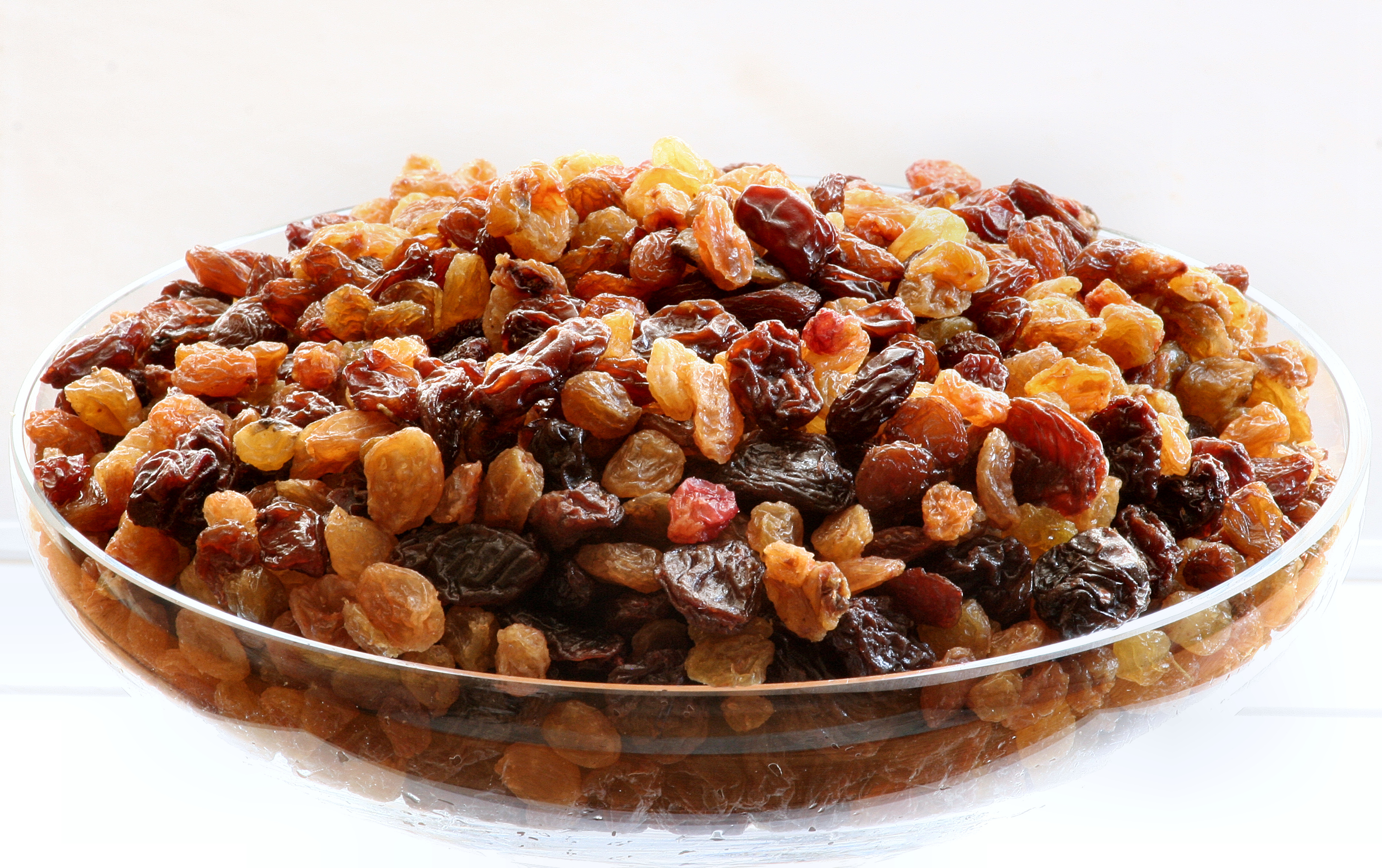
Russin är exempel på en torkad frukt.

Torkad frukt är frukt som har torkat naturligt eller med hjälp av en maskin. Vid torkning eller dehydrering av frukt koncentreras aromer, sockerhalten och annat i frukten, resultatet blir bland annat att frukten får tydligare smak. Torkad frukt kan serveras naturellt eller ingå i exempelvis müsli, naturgodis och bakverk.
Torkad frukt är rik på socker och storleken är mindre än motsvarande färsk frukt. Den är därför mindre hälsosam än färsk frukt. I till exempel naturgodis kan den dessutom innehålla tillsatt socker. Samtidigt anses torkad frukt vara nyttigare än godis eftersom den även innehåller fibrer och näringsämnen. Särskilt för aktiva kan torkad frukt vara en del av ett bra mellanmål.

## Torkningsprocess
Vanligtvis används ett lådformat tråg – en ålla (variant på stavning – olla). En träram med galler eller nät spänt i ramen. Frukten läggs i ållan, helst utan inbördes kontakt för att motverka mögelangrepp och för att luften skall komma åt att forsla bort fukten från frukten. Torkningen kan forceras genom att luften värms upp. Alternativt kan frukten frystorkas vilket är det vanliga vid industriell tillverkning. Exempelvis blåbärssoppa kan innehålla frystorkade blåbär. Vattnet avdunstar genom konvektion från frukten om den omgivande luften är torr och oavsett om den är kall eller varm.

## Exempel på torkade frukter
Russin, sviskon och dadel är exempel på populära torkade frukter. Andra frukter som brukar torkas är äpplen, aprikoser, bananer, tranbär, fikon, kiwi, mangoer, papaya, persikor, päron, sharon, ananas, jordgubbar och körsbär.